# Gian Carlo Venturini
Gian Carlo Venturini (Ciudad de San Marino, 25 de febrero de 1962) es un político sanmarinense y uno de los Capitanes Regentes con Maurizio Rattini desde el 1 de octubre de 1996 hasta el 1 de abril de 1997 y la segunda vez con Marco Nicolini desde el 1 de abril de 2021 hasta el 1 de octubre de 2021.

## Biografía
Nacido en la ciudad de San Marino, Venturini obtuvo el Diploma de técnico de laboratorio en la Universidad de Urbino en 1984 y es empleado del Instituto de Seguridad Social.
Ha sido miembro del Partido Demócrata Cristiano Sanmarinense desde 1986 y ocupó el cargo de Secretario Adjunto desde 1997 hasta abril de 2002 y posteriormente desde marzo de 2007 hasta diciembre de 2008.
De 1989 a 1991 ocupó el cargo de Capitán del Borgo Maggiore y en 1993 fue elegido miembro del Gran y General Consejo; Posteriormente fue reelegido en todas las elecciones posteriores hasta hoy.
Ocupó el cargo de Capitán Regente de la República de San Marino entre el 1 de octubre de 1996 y el 1 de abril de 1997. En los últimos años también ha sido miembro de varias Comisiones del Consejo Permanente, del XII Consejo y de la Comisión de Planificación Urbana., ahora Comisión de Políticas Territoriales.
Fue miembro del Congreso de Estado (equivalente al gabinete ministerial) en 2002 como Secretario de Estado de Salud y Seguridad Social, desde diciembre de 2002 como Secretario de Estado de Trabajo y Cooperación, luego de diciembre de 2003 a junio de 2006 Secretario de Estado de Territorio y Medio Ambiente, Agricultura y Relaciones con la AASP.
A partir del 3 de diciembre de 2008, para la XXVII Legislatura, fue nombrado nuevamente Secretario de Estado de Territorio y Medio Ambiente, Agricultura y Relaciones con la AASP.
Desde julio de 2012 se le ha conferido ad interim la delegación: Justicia y Relaciones con el Giunte di Castello. A partir del 5 de diciembre de 2012, para la XXVIII Legislatura, fue nombrado secretario de Estado de Interior, Administración Pública, Justicia y Relaciones con los Cabildos del Castillo.
El 1 de abril de 2021 asumió nuevamente como Capitan Regente de San Marino, junto a Marco Nicolini.